# The Crystal Method
The Crystal Method é um grupo norte americano de música electrónica formado por Ken Jordan e Scott Kirkland. Junto com Underworld, Orbital, The Prodigy e The Chemical Brothers, foram os pioneiros da música eletrônica big beat.

## História
Embora Jordan e Kirkland sejam de Las Vegas, Nevada, a banda foi formada em Los
Angeles, California, em 1993. O The Crystal Method fez a maior parte de suas antigas produções em um porão, localizado na parte da frente do quintal de uma casa alugada que eles compartilharam como companheiros de quarto.Antes da produção de Legion of Boom começar em 2004, eles mudaram o estúdio para a garagem da casa.
Depois de ouvir o discurso de aceitação do presidente eleito Barack Obama, a dupla se inspirou para remixar "Now is the Time (Vote '08 Remix)", com trechos do discurso. O
áudio em MP3 está disponível gratuitamente no site oficial da banda.

### Nome
Há muita discussão quanto ao nome da banda por causa da metanfetamina, droga conhecida popularmente como "crystal meth". O documentário Rotações por Minuto de 1999, deixa claro que o nome tem relação com a droga; no filme Jordan discute "como é difícil dizer a seus pais que você está em uma banda chamada The Crystal Method". Kirkland falou do polêmico nome para a sua mãe em uma passeio ao ar livre, e para a surpresa dele ela respondeu calmamente dizendo "Eu acho que faz sentido, é nisso que os jovens estão se envolvendo hoje em dia".
Entrevistas mais recentes trazem histórias não relacionadas à droga para o nome, como a de que uma garota chamada Crystal teria sido o motivo. "Viaje Como Eu" é uma contração - "Eu quero que você viaje como eu" - de uma mensagem salva na secretária eletrônica de Kirkland.
Há várias entrevistas com a banda dizendo que o título do segundo álbum, Tweekend vem das horas de sons, mixes e "tweaking" palavra que pode significar adaptações (de música, no caso), ou pode significar abstinência (de drogas). Enfim, "Tweek" também tem ligações com metanfetamina.

### Prêmios
Em 2005, o seu terceiro álbum de estúdio, Legion of Boom foi indicado ao Grammy Award de "Melhor Álbum de Dance/Música Eletrônica". Isto marcou a primeira vez que o Grammy ofereceu tal prêmio.

## Discografia

### Álbuns de estúdio
- Vegas (1997)
- Tweekend (2001)
- Legion of Boom (2004)
- Divided by Night (2009)
- The Crystal Method (2014)
- The Trip Home (2018)

### Trilhas sonoras
- Fifa 98 (1997)
- N20: Nitrous oxide (PS1) (1998)
- Need For Speed IV: High Stakes (1999)
- Need for Speed: Underground (2003)
- Splinter Cell (2003)
- Pump It Up: Exceed Bundle (2005)
- Gran Turismo 4 (2005)
- London Movie Soundtrack (2006)
- Hitman: Codename 47 (Filme) (2007)
- Blur (Videogame) (2009)
- League of Legends - "Lucian" (Riot Games) (2013)
- League of Legends - ''DJ Sona - Kinetic'' (Riot Games) (2015)

### Singles
Sem álbum associado
"Now Is the Time"
"The Dubeliscious Groove" (presente também no vinil de "Now Is the Time")
"More"
"Come2gether" (presente no álbum Mortal Kombat: More Kombat)
De Vegas
"Keep Hope Alive"
"Busy Child"
"Comin' Back"
Da trilha sonora de Spawn
"(Can't You) Trip Like I Do"
De Tweekend
"Name of the Game"
"Murder" (também conhecida como "You Know It's Hard" e com Scott Weiland)
"Wild, Sweet and Cool"
De Hardhop & Trypno
"Blast"
De Legion of Boom
"Born Too Slow" (com John Garcia e Wes Borland)
"Starting Over"
"Bound Too Long
De The Crystal Method
"Emulator"
"Over It" (com Dia Frampton)